# Фукс, Борис Фёдорович
Борис Фёдорович Фукс (род. 13 марта 1969, Усть-Каменогорск, Казахская ССР, СССР) — советский и немецкий хоккеист.

## Биография
Воспитанник усть-каменогорского хоккея, тренер Владимир Гольц. Свои первые матчи за усть-каменогорское «Торпедо» провел ещё в сезоне 1986/1987, когда команда билась за место в высшей лиге. В первой лиге провёл за два года 29 игр, отметившись 5 шайбами и 2 передачами. К началу 1990-х стал одним из лидеров команды, играя в звене с Андреем Райским, Андреем Фуксом, Константином Шафрановым. Всего в высшей лиге за два сезона провёл 38 игр, набрав 9+7 очков по системе «гол+пас».
С распадом СССР выехал в ФРГ. Играл во всех лигах германского хоккея. Сначала помог ратингенской команде перейти в элиту германского хоккея. За неполных два сезона провёл 50 игр, набрав 12+16 очков. Следующие два сезона в составе «Ратингена» играл в Бундеслиге: результат — почти 100 игр, 41 шайба и 29 голевых передач.
С образованием Немецкой хоккейной лиги в составе «Ратингена» провёл ещё три сезона, в 154 играх забил 67 шайб и отдал 81 передачу. В 1997 году «Ратингенские львы» стали десятыми и покинули элиту, клуб переехал в Оберхаузен. Фукс вместо Оберхаузена стал выступать за «Эссенских москитов». За два сезона провёл 128 игр, набрав 44+62 очка. Команда была одним из лидеров Бундеслиги, в 1999 году стала чемпионом лиги. В сезоне 1999/2000 «Эссенские москиты» получили право выступать в Немецкой хоккейной лиге. Фукс вернулся в лиги «Оберхаузенские львы». Здесь он провёл один сезон (1999/2000): в 68 играх набрал 20 (5+15) очков. «Львы» в итоговой таблице обошли лишь новичка лиги — «Эссенских москитов». Фукс перешёл в клуб из Вайсвассера, в прошлом 25-кратный чемпион ГДР, из Бундеслиги — втором по силе дивизионе Германии. За два сезона вышел на лёд 96 раз и набрал 36+37 очков. В сезоне 2002/03 провёл лишь 5 игр в клубе 4 дивизиона из Нойса, забил 4 шайбы и сделал 2 результативные передачи.
В начале сезона 2003/04 вернулся в «Вайсвассер», клуб стал называться «Лужицкие лисы». Не отыграл до конца сезона, в 19 играх забил 6 шайб и сделал 10 результативных передач. В середине сезона получил приглашение из Хернега, где провёл один сезон. В клубе из региональной лиги сыграл 55 матчей, в которых набрал 36+53 очков.
Последним клубом в карьере была команда из Нойса, в которой уже выступал раньше. В Региональной лиге — четвёртом по силе дивизиона за пять сезонов вышел 175 раз, забил 113 шайб, отдал 157 передач. В 2009/10 году команда повысилась в классе и начала играть в следующем сезоне в Оберлиге — Запад, но в первом же сезоне вылетела обратно. В своем последнем сезоне (2010/11) Фукс провёл 36 игр, набрав 12+15 очков.
Родной брат Бориса — Андрей также бывший хоккеист. Дочь — Алёна — хоккеистка, выступающая за сборную Казахстана.